# Delray Beach Open 2022
Delray Beach Open 2022 (còn được biết đến với Delray Beach Open by VITACOST.com vì lý do tài trợ) là một giải quần vợt nam chuyên nghiệp thi đấu trên mặt sân cứng. Đây là lần thứ 30 giải đấu được tổ chức, và là một phần của ATP Tour 2022. Giải đấu diễn ra ở Delray Beach, Hoa Kỳ từ ngày 14 đến ngày 20 tháng 2 năm 2022. Đây là lần đầu tiên giải đấu diễn ra nội dung đôi nam nữ.

## Điểm và tiền thưởng

### Phân phối điểm
| Sự kiện | VĐ  | CK  | BK | TK | Vòng 1/16 | Vòng 1/32 | Q  | Q2 | Q1 |
| Đơn     | 250 | 150 | 90 | 45 | 20        | 0         | 12 | 6  | 0  |
| Đôi     | 250 | 150 | 90 | 45 | 0         | —         | —  | —  | —  |

### Tiền thưởng
| Sự kiện | VĐ      | CK      | BK      | TK      | Vòng 1/16 | Vòng 1/32 | Q2     | Q1     |
| Đơn     | $90,330 | $52,690 | $30,980 | $17,950 | $10,425   | $6,370    | $3,185 | $1,735 |
| Đôi*    | $31,380 | $16,790 | $9,840  | $5,510  | $3,240    | —         | —      | —      |

*mỗi đội

## Nội dung đơn

### Hạt giống
| Quốc gia | Tay vợt          | Xếp hạng1 | Hạt giống |
| -------- | ---------------- | --------- | --------- |
| GBR      | Cameron Norrie   | 13        | 1         |
| USA      | Reilly Opelka    | 23        | 2         |
| BUL      | Grigor Dimitrov  | 25        | 3         |
| USA      | Tommy Paul       | 43        | 4         |
| USA      | Sebastian Korda  | 44        | 5         |
| USA      | Jenson Brooksby  | 54        | 6         |
| FRA      | Adrian Mannarino | 57        | 7         |
| USA      | Maxime Cressy    | 59        | 8         |

† Bảng xếp hạng vào ngày 7 tháng 2 năm 2022.

### Vận động viên khác
Đặc cách:
- Grigor Dimitrov
- Tommy Paul
- Jack Sock

Vượt qua vòng loại:
- Liam Broady
- Denis Istomin
- Stefan Kozlov
- Mitchell Krueger

Thua cuộc may mắn:
- Emilio Gómez

### Rút lui
Trước giải đấu
- Jenson Brooksby → thay thế bởi  Emilio Gómez
- James Duckworth → thay thế bởi  Thanasi Kokkinakis
- Kei Nishikori → thay thế bởi  Steve Johnson
- Frances Tiafoe → thay thế bởi  Denis Kudla

## Nội dung đôi

### Hạt giống
| Quốc gia | Tay vợt              | Quốc gia | Tay vợt              | Xếp hạng1 | Hạt giống |
| -------- | -------------------- | -------- | -------------------- | --------- | --------- |
| ESA      | Marcelo Arévalo      | NED      | Jean-Julien Rojer    | 65        | 1         |
| USA      | Austin Krajicek      | MON      | Hugo Nys             | 96        | 2         |
| KAZ      | Aleksandr Nedovyesov | PAK      | Aisam-ul-Haq Qureshi | 115       | 3         |
| AUS      | Luke Saville         | AUS      | John-Patrick Smith   | 115       | 4         |

- 1 Bảng xếp hạng vào ngày 7 tháng 2 năm 2022.

### Vận động viên khác
Đặc cách:
- Robert Galloway /  Alex Lawson
- Thanasi Kokkinakis /  Jordan Thompson

Thay thế:
- Jack Vance /  Jamie Vance

### Rút lui
Trước giải đấu
- Thanasi Kokkinakis /  Jordan Thompson → thay thế bởi  Jack Vance /  Jamie Vance

## Nhà vô địch

### Đơn
- Cameron Norrie đánh bại  Reilly Opelka, 7–6(7–1), 7–6(7–4)

### Đôi
- Marcelo Arévalo /  Jean-Julien Rojer đánh bại  Aleksandr Nedovyesov /  Aisam-ul-Haq Qureshi, 6–2, 6–7(5–7), [10–4]